# Tasovice
Tasovice (deutsch Tassowitz) ist eine Gemeinde in Tschechien. Sie befindet sich 16 Kilometer westlich von Boskovice und gehört zum Okres Blansko.

## Geographie
Tasovice befindet sich in der Böhmisch-Mährischen Höhe. Nördlich erhebt sich die Třešinka (651 m). Das Dorf liegt an der Grenze der Naturparks Halasovo-Kunštátko und Svratecká hornatina.
Nachbarorte sind Louka im Norden, Rozseč nad Kunštátem und Makov im Nordosten, Hluboké u Kunštátu im Osten, Kunice im Südosten, Bedřichov im Süden, Černovice im Südwesten, Hodonín im Westen sowie Žalov im Nordwesten.

## Geschichte
Die erste urkundliche Erwähnung des zur Herrschaft Louka gehörigen Dorfes erfolgte im Jahre 1406. Der Ort lag damals im Grenzbereich der Besitzungen der Herren von Lomnitz mit den Geschlechtern von Kunstadt, Pernstein und Boskowitz. Im Jahre 1496 kaufte Wilhelm II. von Pernstein von einem Zweig der Lomnitzer die Burg Louka mit den zugehörigen Dörfern Černovice, Louka, Poříčí, Hodonín, Tasovice und dem Städtchen Olešnice sowie den wüsten Dörfern Německé, Milejov und Křižánkov auf. Die neuerworbenen Güter schlug er der Herrschaft Pernstein zu. Tasovice wurde ab 1499 dem Ortsrichter von Černovice unterstellt.
Von 1850 bis 1960 gehörte das Dorf zum Okres Boskovice und kam nach dessen Auflösung zum Okres Blansko. Im Jahre 1913 nahm in Tasovice eine Dorfschule den Unterricht auf, zuvor war Černovice Schulort. 1940 wurde im Tal des Rozsečský potok in den Wäldern das Konzentrationslager Hodonínek für mährische Sinti und Roma eingerichtet, die von dort aus in die Vernichtungslager transportiert wurden. Von 1976 bis 1990 war Tasovice nach Černovice eingemeindet.

## Ortsgliederung
Für die Gemeinde Tasovice sind keine Ortsteile ausgewiesen.

## Sehenswürdigkeiten
- Kapelle in Tasovice
- Gedenkstein für die Opfer des Nationalsozialismus am Lager Hodonínek, am Waldfriedhof nordwestlich des Ortes bei Žalov.